# Warren G. Harding
Warren Gamaliel Harding (Blooming Grove, 2 novembre 1865 – San Francisco, 2 agosto 1923) è stato un politico statunitense, 29º Presidente degli Stati Uniti d'America dal 1921 al 1923, anno della sua morte.

## Biografia

### Origini e formazione
Warren Gamaliel Harding nacque il 2 novembre 1865 presso Blooming Grove, un villaggio dell'Ohio, da un'umile famiglia: suo padre, George Tryon Harding, era un medico di campagna che svolgeva anche il lavoro di contadino, mentre la madre, Phoebe Elizabeth Dickerson, era un'ostetrica con licenza statale. Nel 1870 si trasferì con la famiglia a Caledonia, in Ohio, dove il padre acquisì un quotidiano locale, The Argus; qui, fin dall'età di 11 anni, il giovane Warren imparò le basi del giornalismo.
Questa passione spinse il futuro presidente a compiere studi irregolari, fino ad abbandonarli completamente nel 1882, a soli diciassette anni, per lavorare come cronista in un giornale locale, il Marion Star, quotidiano della contea di Marion. Infine, dopo un breve periodo di lavoro come maestro elementare, Harding racimolò la cifra per riscattare il giornale, prossimo al fallimento, di cui fu anche il direttore. Harding riuscì a far decollare le vendite del Marion Star, orientandolo verso una posizione favorevole ai repubblicani di stampo moderato, in quanto i lettori della contea di Marion erano in gran parte democratici.
Fu in questo periodo che il giornalista americano incontrò la sua futura moglie, Florence Harding, nata Kling: figlia di Amos Kling, noto banchiere locale, e di Louisa Bouton, a 19 anni Florence era rimasta incinta del suo amico d'infanzia Henry "Pete" Athenton DeWolfe, che sposò nel 1880. La coppia però era mal assortita, in quanto DeWolfe era alcolizzato e scialacquatore, cosicché i due divorziarono lo stesso anno, subito dopo la nascita del loro figlio, Marshall Eugene DeWolfe.
Florence dunque tornò dal padre e riassunse il nome da nubile, conoscendo Harding nel 1890; il momento non era dei migliori, in quanto lui e suo padre Amos erano ai ferri corti per alcune accuse che il Marion Star riportava contro il banchiere dell'Ohio, che a sua volta infangava la reputazione del giornalista, sostenendo che fosse di discendenza afroamericana, cosa all'epoca considerata sconveniente, sebbene non ce ne fossero le prove.
Nonostante l'opposizione paterna, Harding, che era più giovane di Florence di 5 anni, la sposò l'8 luglio 1891: la coppia non ebbe figli, ma Warren crebbe il piccolo Marshall come se fosse suo figlio, mentre Florence fu per il marito una costante fonte d'ispirazione, prima finanziaria (grazie ai suoi consigli il giornale incrementò le vendite) e poi politica, in quanto probabilmente fu lei a spingerlo a candidarsi alla Casa Bianca.

### La carriera politica
In questo periodo, Warren Harding divenne un grande ammiratore del senatore repubblicano Joseph Benson Foraker, che gli consigliò di abbinare alla professione di giornalista anche la carriera politica. Harding iniziò facendo campagna politica proprio per Foraker fin dal 1885, per poi venire eletto delegato della sua contea per la convenzione repubblicana incaricata di scegliere il candidato presidente del Partito Repubblicano. Inoltre, nel 1895, dalle colonne del suo giornale fece un'intensa campagna elettorale per il candidato repubblicano William McKinley, il quale alla fine risultò eletto, mentre Harding stesso cominciò a farsi un nome negli ambienti politici del partito in Ohio.
Così, nel 1899, Harding decise di puntare in alto e di candidarsi alle elezioni per la carica di senatore del suo Stato, venendo riconfermato per un secondo mandato nel 1901. La sua carriera politica proseguì spedita, cosicché nel 1914 decise di concorrere alle elezioni per il Senato federale, vincendo proprio a danno del suo vecchio mentore Foraker, con il quale mantenne però un rapporto di amicizia. Appena insediatosi a Washington, Harding si fece notare per essere un tenace avversario del presidente in carica, il democratico Woodrow Wilson: tuttavia, pur essendo un convinto isolazionista, votò a favore dell'entrata degli Stati Uniti d'America nella prima guerra mondiale, mentre si oppose duramente anche alla ratifica del trattato di Versailles del 1919 e fu contro l'adesione degli USA alla Società delle Nazioni, voluta da Wilson. In seguito si oppose al controllo federale delle fonti di energia, votò a favore del proibizionismo e fu uno dei principali promotori della richiesta di abolire le restrizioni introdotte a causa della guerra per regolamentare certi settori produttivi.

### La presidenza

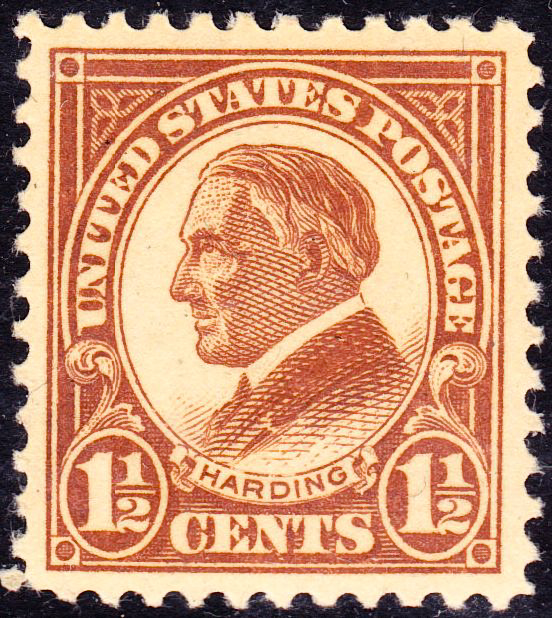
Francobollo da un centesimo e mezzo raffigurante il Presidente Warren G. Harding, 1925

Viste le sue posizioni politiche e il suo operato da senatore, alle presidenziali del 1920 il Partito Repubblicano lo scelse come candidato alla presidenza degli Stati Uniti, affiancandogli come candidato alla vicepresidenza Calvin Coolidge, governatore del Massachusetts. Harding fu raccomandato ai repubblicani da Harry Dougherty, un affarista dell'Ohio che rappresentava i grandi magnati del petrolio e che curò la sua campagna elettorale. Alle elezioni, tenutesi il 2 novembre 1920, il candidato repubblicano riuscì a battere nettamente il suo avversario democratico, James M. Cox, ottenendo ben sette milioni di voti in più, con 404 voti dei Grandi Elettori contro i 127 di Cox.
Harding salì dunque alla massima carica il 4 marzo 1921: nel formare il suo governo fu molto attento alle esigenze dei suoi "grandi elettori", affidando molti posti di responsabilità ai suoi amici dell'Ohio, come il Segretario al Commercio, il futuro presidente Herbert Hoover, e il Segretario al Tesoro, il ricchissimo Andrew W. Mellon, fondatore tra l'altro della Mellon National Bank e magnate dell'alluminio.

### Il viaggio in Alaska e la morte
Durante l'estate del 1923, si recò in Alaska per inaugurare il Mears Memorial Bridge della Alaska Railroad appena completata. Tuttavia, al suo ritorno, mentre si trovava a San Francisco, Harding contrasse una polmonite, morendo il 2 agosto 1923, probabilmente d'infarto o d'apoplessia; aveva solo cinquantasette anni e mancavano tre mesi per il compimento dei cinquantotto; il suo mandato si concluse a due anni e cinque mesi.

## La politica

### Politica estera
Una delle prime questioni da affrontare era quella estera, in quanto il Senato degli Stati Uniti non aveva ratificato il trattato di Versailles; quindi il presidente Harding fece approvare un trattato di pace separato con la Germania il 25 agosto 1921, uguale a quello stipulato a Versailles, meno l'articolo riguardante la Società delle Nazioni.
Inoltre, d'accordo con il Senato, convocò a Washington una conferenza per il disarmo navale alla quale parteciparono Giappone, Italia, Francia e Regno Unito: la conferenza, che nelle intenzioni presidenziali doveva essere il primo passo verso un più ampio accordo internazionale, si riunì il 12 novembre 1921 e portò alla stipula di un accordo che riguardava la riduzione drastica delle navi da battaglia e delle portaerei, ma non delle altre tipologie di bastimenti bellici.

### Politica interna
Verso la fine del 1921, una pesante recessione di 18 mesi, durata dal gennaio del 1920 al luglio del 1921, iniziata negli ultimi tempi dell'amministrazione Wilson e dovuta principalmente alle conseguenze del conflitto, cessò; iniziò così una certa ripresa economica. La sua popolarità fece un ulteriore salto quando si arrivò alla riduzione dell'orario di lavoro degli operai, mentre nello stesso anno fu firmata la Emergency Quota Act, una legge sull'immigrazione che di fatto discriminava gli arrivi nel Paese su base razziale: infatti veniva messo un tetto alle entrate a seconda del Paese di provenienza; la suddivisione delle quote, fatta in base all'immigrazione dell'anno 1890, sottostimava volutamente l'immigrazione proveniente dal Sud Europa.
Harding ebbe diverse relazioni adulterine, una delle quali con Nan Britton, figlia d'un suo vecchio amico, che partorì una bambina, Elizabeth Ann, che il presidente sostenne finanziariamente sino alla sua morte. Di fronte al rifiuto dei familiari di Harding di prolungare qualsiasi tipo di aiuto, Nan Britton decise quindi di rivelare l'accaduto in un libro, intitolato The President's Daughter, e di dichiarare alla stampa che il padre era proprio Harding. Ma venne presto fuori che la "cricca dell'Ohio", come fu definito il seguito del presidente, era spesso coinvolta in affari loschi e poco chiari, come vendite di terre demaniali, frodi allo Stato, corruzione di funzionari pubblici e concussioni; lo scandalo più grave, passato alla storia come scandalo Teapot Dome, coinvolse il Ministro dell'interno Albert B. Fall e il Ministro della Marina Edwin Denby, che si trovarono al centro d'un affare che vedeva la vendita d'un immenso giacimento petrolifero demaniale ad alcune compagnie private in cambio di tangenti.
La posizione di Harding iniziò a farsi vacillante, e per recuperare credibilità il presidente, che si dichiarò sempre estraneo ai fatti, intraprese un lungo viaggio attraverso il Paese, parlando direttamente ai propri elettori. Si scoprì in seguito che il presidente non era direttamente coinvolto nelle operazioni illecite di molti suoi amici. Alcuni di loro, come Fall e il petroliere Sinclair, finirono in prigione. Tuttavia venne alla luce che Harding aveva continuato a speculare alla Casa Bianca, e che quando morì doveva 180 000 dollari al suo agente di cambio. Gli successe il vice presidente Calvin Coolidge, mentre la salma di Harding fu sepolta presso l'Harding Memorial Park di Marion, Ohio.

## L'appartenenza alla massoneria
Harding fu uno dei presidenti degli Stati Uniti membri della massoneria, nella quale raggiunse il 33º e ultimo grado del rito scozzese antico ed accettato.